# Sedum jiuhuashanense
Sedum jiuhuashanense är en fetbladsväxtart som beskrevs av Ping Sheng Hsu och H. J. Wang. Sedum jiuhuashanense ingår i Fetknoppssläktet som ingår i familjen fetbladsväxter. Inga underarter finns listade i Catalogue of Life.